# ويليام إدواردز (سياسي أمريكي)
ويليام إدواردز (بالإنجليزية: William Edwards)‏ هو سياسي أمريكي، ولد في 14 مايو 1861 في لشبونة في الولايات المتحدة. حزبياً، نشط في الحزب الجمهوري. وقد انتخب عضو جمعية ولاية ويسكونسن وانتخب عضو مجلس ولاية ويسكونسن.